# Alphonse de Lamartine
Alphonse de Lamartine   (Mâcon, 21 d'octubre de 1790 - París, 28 de febrer de 1869) Alphonse Marie Louise Prat de Lamartine va ser un escriptor, poeta i polític francès

## Biografia

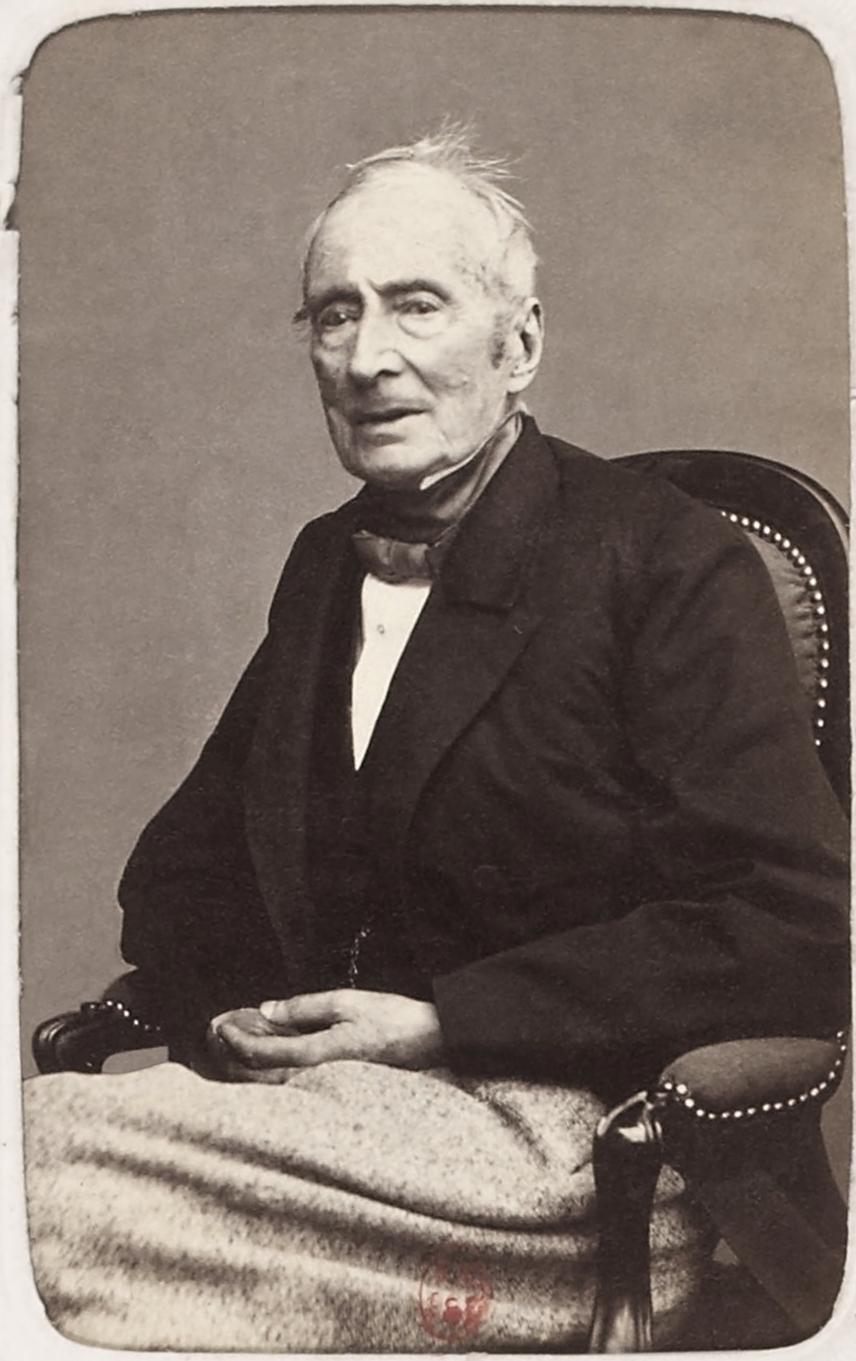
Alphonse de Lamartine, ca.1865

Nasqué en una família militar (el seu pare era oficial de l'exèrcit) que pertanyia a la petita noblesa provinciana francesa, va viatjar durant la seva joventut, i el 1820 va contreure matrimoni amb l'anglesa Maria Birch. La seva defensa de la restauració borbònica el 1814 li va valer entrar en la carrera diplomàtica. Va ocupar el seu primer lloc oficial sota el govern de Lluís XVIII, en la secretaria de l'ambaixada francesa a Nàpols des de 1825 fins a 1828.
El 1829 fou nomenat membre de l'Acadèmia francesa. Va ser elegit diputat el 1833 i 1839, i va ocupar breument el càrrec de governador durant les revolucions de 1848 a França. Després de la caiguda de Lluís Felip d'Orleans, va ser Ministre d'Afers exteriors des del 24 de febrer de 1848 fins a l'11 de maig del mateix any. Durant el seu període com polític en la Segona República Francesa, va promoure l'abolició de l'esclavitud i de la pena de mort, i també va fomentar el dret al treball i els programes curts de capacitació laboral.

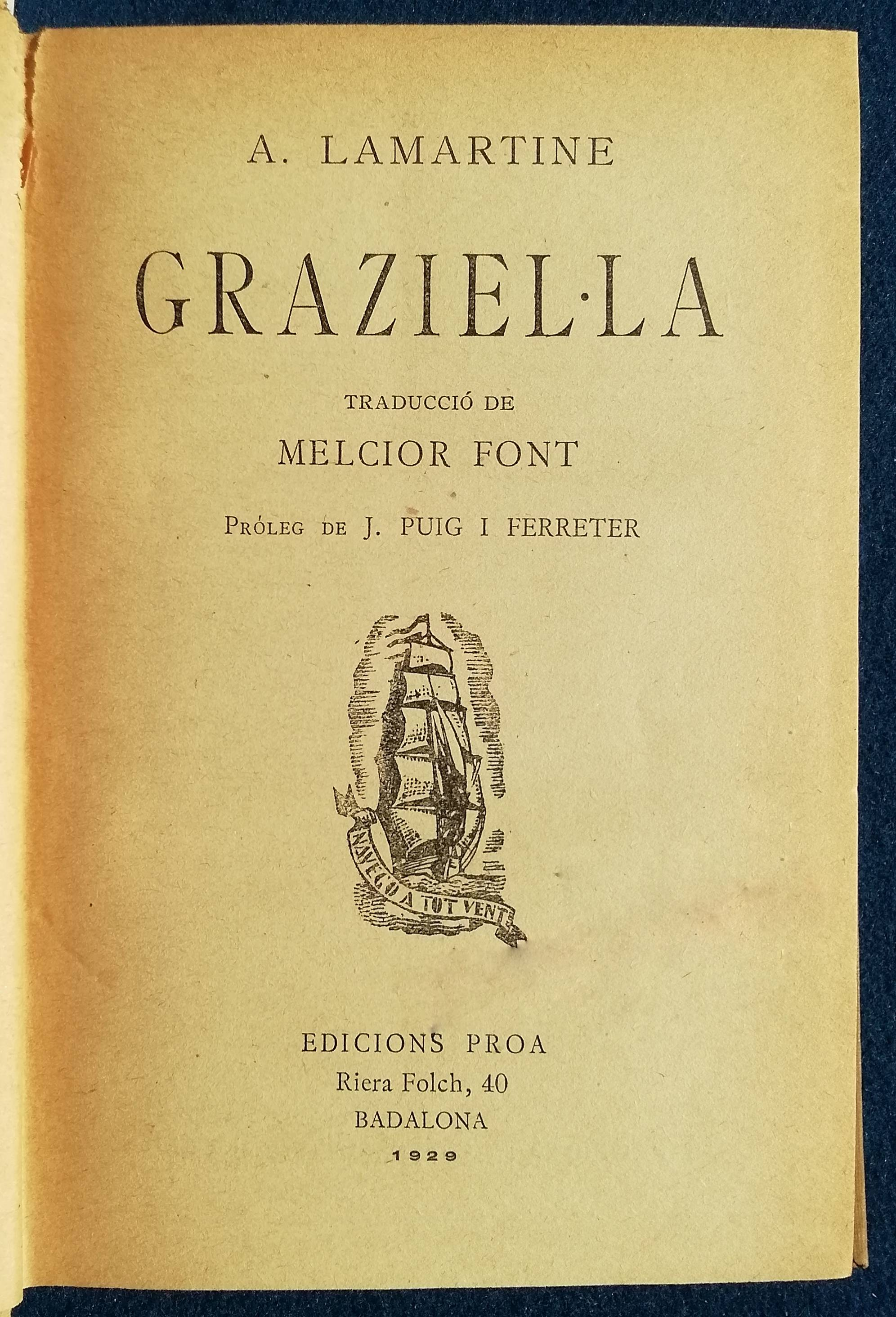
Graziel·la d'Alphonse de Lamartine, traducció catalana publicada a Badalona l'any 1929 dins la col·lecció A tot vent

Era un idealista polític que recolzà la democràcia i el pacifisme, i la seva postura moderada sobre la major part de qüestions va fer que els seus seguidors l'abandonessin. Després de fracassar en l'elecció presidencial del 10 de desembre de 1848 es va retirar de la política i es va dedicar a la literatura. Al marge dels seus dots administratius, Lamartine va sobresortir en el panorama literari per la delicadesa dels seus versos i les seves excepcionals representacions de la naturalesa.
De la seva producció poètica cap esmentar Meditacions poètiques (1820); Noves meditacions poètiques (1823), Harmonies poètiques i religioses (1830), Jocelyn (1836), La caiguda d'un àngel (1838) i Els recolliments (1839). Com historiador va escriure Història dels Girondinos i com narrador Raphaël (1848) i Graziella (1852), que recullen les seves vivències personals. La seva obra va tenir especial influència entre els integrants del Saló Literari de 1837. Al voltant seu es va formar un grup d'escriptors vinculats al romanticisme, entre els quals i principalment es trobava Esteban Echeverría. És famós pel seu poema parcialment autobiogràfic, Le Lac (El Llac), que descriu en retrospectiva el fervent amor compartit per una parella des del punt de vista de l'home desconsolat.

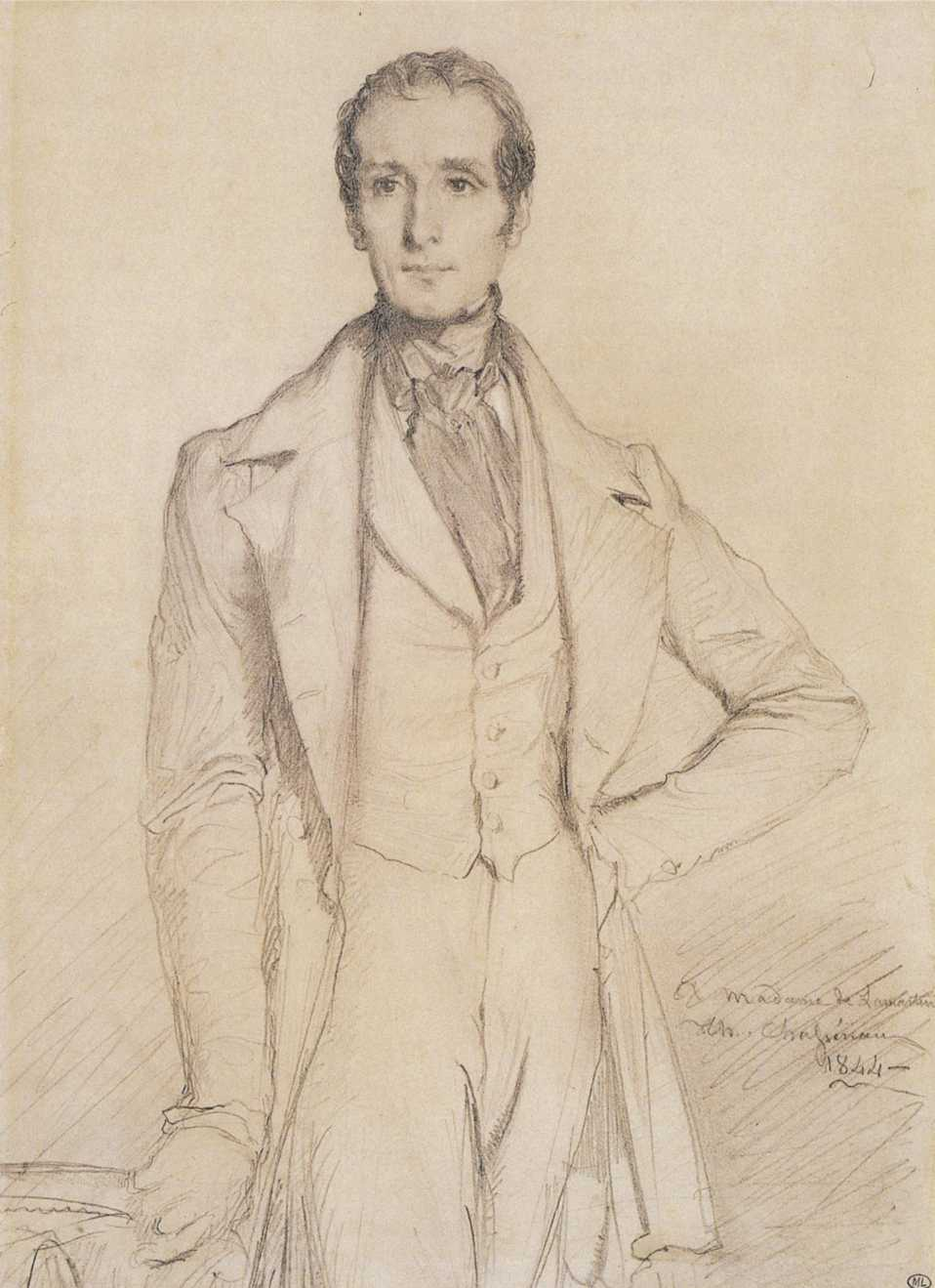
Alphonse de Lamartine por Théodore Chassériau

Lamartine fou un mestre en l'ús de les formes poètiques del francès. Va ser un dels molt pocs literats francesos en combinar la seva escriptura amb la seva carrera política. Va acabar la seva vida en la pobresa, com molts altres literats, el 28 de febrer de 1869, a París. És considerat com el primer romàntic francès, i és reconegut per Verlaine i els simbolistes com la influència més important.

## Obres
- Saül (1818)
- Méditations poétiques (1820)
- Nouvelles Méditations (1823)
- Harmonies poétiques et religieuses (1830)
- Sur la politique rationnelle (1831)
- Voyage en Orient (1835)
- Jocelyn (1836)
- La chute d'un ange (1838)
- Recueillements poétiques (1839)
- Histoire des Girondins (1847)
- Raphaël (1849)
- Confidences (1849)
- Geneviève, histoire d'une servante (1851)
- Graziella (1852)
- Les visions (1853)
- Cours familier de littérature (1856)
- La Vigne et la Maison (1857)
- L'Histoire de la révolution de 1848 (1849)
- Le tailleur de pierre de Saint-Point (1851)